# Корабельний район (Херсон)
Корабе́льний райо́н (до 22 лютого 2016 року — Комсомольський) — адміністративний район Херсона, утворений у 1965 році.

Охоплює мікрорайони Шуменський, Корабел, Забалку, Сухарне, Житлоселище. Також до складу району входить Комишанська селищна рада, що включає 4 населених пункти: смт Комишани, селища Зимівник, Благовіщенське та Приозерне.

## Географічне розташування
Корабельний район частково розташований на правому схилі долини річки Дніпро. Ландшафт району рівний, місцями пересічений балками.

## Історія та характеристика району
На території району побудовано три нових житлових масиви: Шуменський, Корабел та Забалка, розвинута мережа лікувальних закладів — 2 лікарні: Херсонський обласний кардіологічний диспансер, лікарня ім. А. і О. Тропіних, 6 поліклінік разом із стоматологічними поліклініками району та пологовий будинок.
Район «Шуменський» названий на честь дружби з містом-побратимом Шумен з Болгарії .
Мікрорайон «Шуменський» налічує 6 загальноосвітніх навчальних закладів, 9 дитячих садків.
На території мікрорайону розташовані промислові підприємства:
- ПАТ «Дослідно-механічний завод «Проторус» — заснований у 1974 році, спеціалізується на виготовленні автомобільних вишок;
- ВАТ «Херсоннафтопереробка» — заснований у квітні 1938 року;
- ПАТ Акумуляторний завод «САДА» — заснований у 1998 році, займається виготовленням акумуляторів;
- ЗАТ «Таврійська будівельна компанія» — заснований у листопаді 1958 року;
- Херсонська державна біологічна фабрика заснована 25 червня 1948 року;

По вулиці Полтавській, 89 в Шуменському мікрорайоні, розташований один з найбільш авторитетних і відомих ліцеїв міста Херсона — Херсонський обласний ліцей, який функціонує під патронажем Херсонської обласної ради. Обласний ліцей бере свій початок з 1992 року. Ліцей створений для здібних та обдарованих учнів. Головна особливість полягає в тому, що ліцей спочатку був заснований для освіти учнів із сільської місцевості. Сьогодні тут навчаються не тільки діти з Херсонської області, а й безпосередньо міські жителі. На території обласного ліцею  розташований зелений пам'ятник історії, перший парк в місті Херсоні — «Казенний сад».  Міська рада надала зоні зелених насаджень статус парку і повернула історичну назву «Казенний сад».
Засновником створення в околицях міста Херсона, великих плантацій, дерев належить Новоросійському генерал-губернатору, князю Г. А. Потьомкіну. 1 квітня 1783 року з англійським садівником Моффетом був укладений контракт на створення в Херсоні саду та розведення лісових плантацій на околиці міста. Лісова плантація була закладена поблизу річки Вірьовчиної, на Казенній балці, де було висаджено 10 000 дерев. Місто Херсон в той час вкрай потребувало зелених насаджень,  оскільки в ньому не було парків і бульварів. Незабаром сад на Казенній балці став улюбленим місцем народних гулянь. У 1787 році Катерина II проводила в Казенному саду вільний час, і для неї було влаштовано спеціальний будиночок, рос. «Царскою рукою своею посадила она несколько деревьев, что и служило тогда побуждением для граждан насадить там сад…».
Забалка — історичний район Херсона, розташований західніше центру міста, назва району, давно стала офіційним, походить від словосполучення «за балкою». У місті знаходяться декілька балок, всі вони спрямовані з боку, більш підвищеній частині міста до Дніпра або до річки Кошовій. У топоніміці  області — існують населені пункти Широка Балка, Томина Балка і навіть Золота Балка. Сама Широка і Глибока балка, яка власне і дала назву району знаходиться між вулицями Підпільна і Нижня (колишня — вул. Дмитра Ульянова), в північній частині її перетинає Панкратівський міст, який сполучає центр міста з районом Житлоселище. Між вулицями Садова і Яружна, починається ще одна балка, яка «сповзає» вниз до вулиці Андрія Орлова (колишня Чайковського). Третя балка, так звана Молочна балка, відокремлює мікрорайон Шуменський від Житлоселища і далі перетинає вулицю Полтавську.
Район почав забудовуватися тільки на початку XX століття. Спочатку це був район, де жили в основному працівники заводів і фабрик міста. Забалка район досить великий і забудований практично повністю приватним сектором, примітно, що і до наших днів збереглося кілька старих будинків, побудованих із саману (глиняної цегли) у першій половині минулого століття.
Не обділена Забалка і пам'ятками: у самому центрі району височить Свято-Миколаївський морський собор побудований ще у 1842 році.
Одним з цікавих об’єктів на Забалці можна назвати продовольчий магазин «Монополька», що працює ще з кінця XIX століття. Монополькою тоді називали казенну горілку виробництва державних заводів (держава в ті роки володіла монополією на виробництво горілки в Російській імперії). Часи змінилися, а магазин працює по теперішній час. Цікава також історія однієї забалківської школи, школи № 5, яка була побудована на вулиці Сухарній ще у 1896 році, коли район тільки починав забудовуватися. Школа продовжує працювати і в даний час з трьох боків вона оточена Забалковскім кладовищем.
Іншим не менш старим кладовищем у Херсоні є Забалківське кладовище, що виникло на рубежі XVIII-XIX століть. Тут знайшли свій останній притулок захисники Севастополя, померлі в госпіталі від ран і хвороб під час Кримської війни 1854—1856 рр. На цьому ж цвинтарі є окрема ділянка поховань воїнів, полеглих у боях за Херсон у Другій світовій війні.
На північній околиці району Забалка в останнє десятиліття XIX століття було засновано Нове єврейське кладовище, яке складалося з двох великих ділянок. Вони розташовувалися уздовж нової вулиці, що отримала назву Ново-цвинтарної (нині вул. Стрітенська).
Сьогодні це кладовище називається просто — Єврейське кладовище. Воно було давно закрито і в останні десятиліття зазнало запустіння. У 2004 році кладовищі було прийнято під захист єврейською громадою Херсона і було в значній мірі почищено і відновлено.
Найяскравішими архітектурними спорудами були молитовні будинки. Можна сміливо стверджувати, що такої концентрації синагог, як у Херсоні, не мав навіть Єрусалим. У досить невеликому дев'яностотисячним місті до революції їх налічувалося за різними даними, від 22 до 27-ми. Після революції майже всі культові релігійні будівлі Херсона (не тільки синагоги, але і православні храми, караїмські кенаси, лютеранські костели) були закриті. Багато з них були зруйновані, але синагоги войовничі атеїсти не чіпали. Зовні вони мало чим відрізнялися від звичайних будівель. Тому молитовні будинки перебудовували в спортивні зали, кінотеатри, читальні, гуртожитки.
Синагога «Хабад І» — велика двоповерхова будівля, в ній могло розміститися до 1500 віруючих. У 1921 році будівля синагоги належала релігійній громаді, яка діяла до 1941 року. Після руйнування синагоги у 1948 році відновлені будівлі було передано заводу сільськогосподарських машин. Використовувалося як житловий будинок, потім у 1980-ті роки тут розташовувався обласний наркологічний диспансер. 9 лютого 1993 року, за розпорядженням голови Херсонського міськвиконкому Н. А. Калінічева, синагога разом з майном була передана в оренду єврейській релігійній громаді «Хабад» (135 осіб, голова Мойсей Злочевський, скарбник Самуїл Фогел). 13 листопада 1993 року будівлю було передано Херсонській релігійній общині. Свідоцтво про право власності 20 березня 2001 року підписано головою релігійної громади Модіявським С. Г.
На даний час тут знаходиться діюча синагога. До будівлі добудовані: міква, гаражі та інші підсобні приміщення.
В районі Корабельної площі (Кузні) розміщувалися перші кузні міста. Їх число доходило до дванадцяти. Ковалі лагодили фаетони, екіпажі, шарабани, підковували коней, зварювали шини і натягували їх в нагрітому стані на ободи коліс, виковували із заліза підкови, цвяхи (тоді не знали штампування), виготовляли деталі для оснащення невеликих суден і різний інший інвентар, який користувався попитом у населення. Тут завжди було багато робочого люду — ковалів, матросів, човнярів. А навколо тулилися одне до одного невеликі, переважно з очерету та глини будинки жителів цього району.
У роки радянської влади, жителів почали централізовано забезпечувати заводськими металевими виробами, і це призвело до зникнення кузень. Тепер у цьому районі вже ніщо не нагадує про довгий час існування тут кузень, і тільки деякі херсонці, в основному, старшого покоління, за звичкою іноді називають цю місцевість кузня.
Одночасно з прокладанням водозабірного колектора вздовж Балки, реконструювався і район колишніх Кузен. Тут були проведені великі роботи з благоустрою: взята в лотки і забетонована Балка, до 12 метрів розширена проїжджа частина вулиці Сорокіна, прокладені тротуари, бордюри, змонтована тролейбусна лінія, знесений ряд старих будинків. Ось так на цьому місці з’явилася нова широка площа, яку назвали Корабельною. До неї віялом сходяться вулиці: Богородицька (колишня вул. Червонофлотська), Колодязна, Сорокіна, Запорізька, Орлова (колишня вул. Чайковського) і Корабельний узвіз. Посередині площі влаштований великий квітник.
Вже у XX сторіччі, в довоєнні роки, від Корабельної площі був перекинутий не надто надійний дерев'яний наплавний міст через річку Кошову, щоб з'єднати місто з островом, де знаходилось селище Нафтогавань і суднобудівні заводи. Коли судну або баржі потрібно було пройти річкою, міст доводилося розводити за допомогою ручної лебідки. Це створювало відомі незручності і займало багато часу.
У зв'язку з будівництвом суднобудівного заводу на колишню бруківку (дорогу) намили пісок, набагато підняли її над колишнім рівнем і розширили, а в 1952 році замість дерев’яного було споруджено сучасний залізобетонний транспортно-пішохідний міст. Він пов'язав острів з містом, тролейбусної та автобусної лініями. Тепер від Корабельної площі різними видами транспорту можна доїхати до Забалки, в центр, Житлоселища, Шуменського мікрорайонів та залізничного вокзалу.
Найбільшим заводом в мікрорайоні «Корабел» є ВАТ «Херсонський суднобудівний завод», який введений в дію у 1951 році, прославився випуском найбільш сучасних морських лайнерів, а саме: танкерів, криголами, контейнеровозів, ліхтеровозів, постачальники. На даний час, завод займається ремонтом суден. Його доповнюють ЗАТ «Херсонський суднобудівний судноремонтний завод ім. Комінтерну», та ЗАТ «Херсонський судноремонтний завод ім. Куйбишева» завдяки цьому з ремонту суден, Херсонщина вийшла на лідируючи позиції в Україні.
З 1936 року розпочав свою діяльність Херсонський державний завод «Паллада» вперше у практиці світового докобудування, заводом було освоєно будівництво плавучих доків композитної конструкції. Стійкі характеристики даних доків забезпечувало буксировку їх в будь-який порт світу, вони конкурентоспроможні на світовому ринку й користуються підвищеним попитом.
Район «Корабел» налічує 3 загальноосвітні навчальні заклади, 5 дитячих садків.
Також в мікрорайоні «Корабел» існує місце для призначення відпочинку місцевих жителів — Гідропарк, на території якого, розташований зоокуток, в якому знаходяться екзотичні тварини.
Школа вищої спортивної майстерності — це гордість олімпійського зростання молодих спортсменів, розташована по вул. Морської Піхоти (колишня Марії Фортус), 38, введена в експлуатацію у 1979 році, як навчальна-спортивна база олімпійської підготовки збірних команд України з веслувальних видів спорту, затверджена Кабінетом Міністрів України від 1977 року № 99 і віднесена до категорії головних олімпійських баз підготовки спортсменів високого класу. Це єдина база олімпійської підготовки на Україні, яка знаходиться в сприятливих кліматичних умовах та має акваторію,  яка необхідна для підготовки спортсменів-веслувальників.
Комунальний  заклад «Херсонська школа вищої спортивної майстерності Херсонської обласної ради» (з 18 березня 2008 року) має 7 відділень:
- веслування академічне;
- веслування на байдарках та каное;
- стрільба кульова;
- спортивна гімнастика;
- легка атлетика;
- важка атлетика;
- вільна боротьба.

Протягом багатьох років проводяться всеукраїнські спортивні заходи, які вже стали традиційними. Херсонська школа вищої спортивної майстерності  має великі традиції.
Проводяться змагання з веслувальних видів спорту, які займають провідні позиції в Україні. Внесок веслувальних видів спорту з вищої майстерності становить 70-80% здобутку всіх вищих нагород області в змаганнях найвищого рівня. Щорічно тільки спортсменами школи виконуються нормативні вимоги виконання МС України та майстрами спорту міжнародного класу. В щорічному рейтингу школи вищої майстерності України, який проводить комунальний заклад «Херсонська школа вищої спортивної майстерності» займає місця у першій  десятці з 31-ї організації.
До списку історичних будинків слід доповнити будинок, розташований по вул. Європейській, 35, який побудований у 1909 році. Належав він купцю-підприємцю Сербінову. Нині в його стінах розташований Херсонський обласний кардіологічний диспансер.
Економічний підйом Херсона на кордоні XIX-XX століть привів до виникнення в місті нових банківських установ, серед яких було і Товариство Взаємного кредиту, для якого в 1874-1899 роках, за проектом архітектора Антона Сваріка звели будинок по вулиці Сувороваб 37, фасади та інтер'єри якого досі вражають вишуканою красою.
Будинок Дмитра Сенявіна по вулиці Старообрядницькій, 36 побудований у 1780-х роках XVIII століття. Привертає увагу сферичний купол і мезонін, а також шестиколонний портик, які прикрашають південний фасад. У цьому будинку в 1803 році жив адмірал Дмитро Миколайович Сенявін, який у той час був капітаном Херсонського порту.

## Населення

### Мовний склад
Рідна мова населення за даними перепису 2001 року:
| Мова       | Чисельність, осіб | Доля     |
| ---------- | ----------------- | -------- |
| Українська | 59 372            | 50,31 %  |
| Російська  | 56 867            | 48,19 %  |
| Інше       | 1 771             | 1,50 %   |
| Разом      | 118 010           | 100,00 % |

## Корабельна районна рада
Корабельного районна рада (V скликання) у місті Херсоні складається із 41 депутата. До складу депутатського корпусу ради станом на 2014 рік входили представники восьми політичних партій:
- Партія регіонів — 14 депутатів
- Блок Юлії Тимошенко — 10
- Комуністична партія України — 3
- Блок Наталії Вітренко «Народна опозиція» — 3
- Політична партія «Народний Союз Наша Україна» — 3
- Партія «Віче» — 3
- Виборчий блок Сергія Кириченка «Громадський контроль» — 3
- Народний блок Литвина — 2.

Депутатські фракції VII скликання
| Список депутатських фракцій VII скликання       | Список депутатських фракцій VII скликання | Список депутатських фракцій VII скликання |
| Депутатські фракції                             | Голови фракцій                            |                                           |
| ----------------------------------------------- | ----------------------------------------- | ----------------------------------------- |
| Блок Петра Порошенка «Солідарність»             | Головко Богдан Павлович                   |                                           |
| «Опозиційний блок»                              | Сінев Борис Валентинович                  |                                           |
| «Наш край»                                      | Коняшина Тетяна Володимирівна             |                                           |
| Всеукраїнське об'єднання «Батьківщина»          | Кондоні Людмила Валентинівна              |                                           |
| Партія «Українське об`єднання патріотів —УКРОП» | Бабій Наталія Іванівна                    |                                           |
| Радикальна партія Олега Ляшка                   | Кучеренко Тетяна Ігорівна                 |                                           |

Корабельна районна рада розташована за адресою:
м. Херсон, вулиця Європейська, 29. 
Головою районної ради з жовтня 2015 року є Чорненька Наталія Євгенівна (Блок Петра Порошенка «Солідарність»), яка змінила на цій посаді Третяка Леоніда Яковича (Партія регіонів).